# Joaquín Satrústegui
Joaquín Satrústegui Fernández (Saint-Sébastien, 17 octobre 1909 - id. 11 mars 1992) est un avocat et homme politique espagnol monarchiste. Il a combattu dans le camp nationaliste pendant la guerre civile espagnole. Il évoluera de l'ultra-conservatisme maurassien de sa jeunesse, vers le libéralisme, toujours dans la mouvance royaliste. Il fait partie de la délégation des monarchistes espagnols à la conférence du Mouvement européen tenue à Munich en 1962 (connue sous le nom de «Contubernio de Múnich» par le régime de Franco). Après la mort de Franco, il fut successivement élu sénateur et député.

## Biographie
Satrústegui est né dans une riche famille de la noblesse de Saint-Sébastien. Il étudie le droit à l'université centrale de Madrid, obtenant un diplôme en 1932. Puis il s’inscrit à l'université de Georgetown (États-Unis) et entame des études en économie et en droit public. Pendant la période républicaine, il milite a Renovación Española. Le 17 juillet 1936, dans le cadre des opérations militaires qui a déclenché la guerre civile, il fait partie d’un groupe de jeunes activistes de RE qui, suivant les ordres du général Mola, prend le col de Somosierra. Ceci dans le but de faciliter l'accès à Madrid aux colonnes nationalistes qui, du nord, devaient prendre la capitale. Obtenant le grade de sous-lieutenant durant le conflit, il obtient le grade de capitaine de réserve dans les rangs de l'armée franquiste.
Une fois la guerre terminée et souhaitant restaurer la monarchie en la personne de Juan de Borbón, il entre en confrontation avec Franco, ce qui lui vaut quelques séjours en détention à plusieurs reprises. Il tente même de se porter candidat aux élections municipales de Madrid en 1954. Il fonde ensuite une organisation clandestine, Unión Española (1957), un mouvement monarchiste libéral pro-démocratie et reconnaissant Juan de Borbón, alors en exil, comme le roi légitime de l’Espagne. En 1962, il est déporté pendant près d'un an à Fuerteventura, après avoir participé au Congrès de Munich.
À l’aube des années 1970, il est une des figures de proue de l’opposition libérale au franquisme : il est un défenseur actif de l'intégration de l'Espagne dans la Communauté économique européenne et est opposé à la présence de bases américaines en Espagne. En août 1976, il lia l'Union espagnole à la Fédération des partis démocratiques et libéraux de Joaquín Garrigues Walker et au Parti libéral d'Enrique Larroque, constituant l'Alliance libérale (es), dont il fut élu président. Il constitue, avec d'autres membres de l'opposition, un cartel électoral pour les élections de 1977 au sénat : parmi les candidats présenté par la coalition Senado Democrático (es) pour la circonscription de Madrid, il recueille le plus grand nombre de votes.
Au Sénat, il rejoint le Groupe des progressistes indépendants et socialistes, regroupant des membres du Parti socialiste populaire et de la gauche démocratique (es), entre autres. Après la dissolution de l'Alliance libérale, en décembre 1977, il fonde le Parti libéral progressiste, dont il est nommé président, mais qui sera également dissous ultérieurement. Enfin, il a rejoint l'Union du centre démocratique (UCD), parti qu'il quitte après le désastre électoral d'octobre 1982.